# Palazzo d'Estate del Sultano Tīpū
Il Palazzo d'Estate del Sultano Tīpū è un'architettura di Bangalore, in India. Un tempo utilizzata dal sultano Fateḥ ʿAlī Tīpū come residenza estiva, divenne poi un museo dedicato alla vita di questi.